# Веласкес, Игнасио
Игнасио Николас Веласкес Кинтана (исп. Ignacio Nicolás Velázquez Quintana; род. 31 октября 2002, Монтевидео) — уругвайский футболист, защитник клуба «Насьональ».

## Клубная карьера
Веласкес — воспитанник столичного клуба «Насьональ». 31 января 2021 года в матче против «Монтевидео Уондерерс» он дебютировал в уругвайской Примере. В том же году для получения игровой практики Веласкес на правах аренды перешёл в «Серро». 25 июня в матче против «Атенас» он дебютировал в уругвайской Сегунде. По окончании аренды Веласкес вернулся в «Насьональ». 

## Международная карьера
В 2019 году Веласкес в составе юношеской сборной Уругвая принял участие в юношеском чемпионате Южной Америки в Перу. На турнире он сыграл в матчах против команд Перу, Перу, Бразилии, а также дважды Аргентины и Парагвая. В поединке против бразильцев Педро забил гол.